# Pléchâtel
Pléchâtel (en bretó Plegastell) és un municipi francès, situat a la regió de Bretanya, al departament d'Ille i Vilaine. L'any 2006 tenia 2.495 habitants.

## Demografia
| 1962                                       | 1968  | 1975  | 1982  | 1990  | 1999  |
| ------------------------------------------ | ----- | ----- | ----- | ----- | ----- |
| 1.503                                      | 1.512 | 1.559 | 1.780 | 1.834 | 1.946 |
| Des de 1962: població sense dobles comptes |       |       |       |       |       |

## Administració
| Període   | Identitat       | Partit |
| --------- | --------------- | ------ |
| 2001-2008 | Joseph Jouaux   |        |
| 2001-     | Éric Bourasseau |        |